# Галерија грбова Азербејџана
Галерија грбова Азербејџана обухвата актуелни грб Републике Азербејџана, те историјске грбове, као и грбове аутономних и других покрајина ове државе.

## Актуелни грб Азербејџана
- Грб
 Републике Азербејџан 
 (1991-данас)

## Историјски грбови Азербејџан
- Грб
 Азербејџанске ДР 
 (1918—1920)
- Грб
 Азербејџанске ССР 
 (1920—1931)
- Грб
 Азербејџанске ССР 
 (1931—1937)
- Грб
 Азербејџанске ССР 
 (1937—1991)